# Djéhouty (superviseur du trésor)
Pour les articles homonymes, voir Djéhouty.
Djéhouty est un ancien fonctionnaire égyptien sous le règne de la reine Hatchepsout. Ses parents sont la maîtresse de maison Dediou et son père Abty. Il porte plusieurs titres importants qui témoignent de sa position élevée à la cour royale. Son titre principal est celui de « superviseur des maisons d'argent et d'or ». Avec ce titre, il est le principal responsable de la trésorerie du palais royal. Il est attesté de la 9e à la 16e année de la reine Hatchepsout. En l'an 9, il participe à l'expédition de la reine vers le pays de Pount (correspondant à la Somalie actuelle) selon les sources égyptiennes. En l'an 16, il incruste l'or pour les obélisques de la reine, qui sont érigés cette année-là.

## Sépulture
Djéhouty est enterré dans la tombe thébaine TT11. De sa tombe sont conservées deux stèles, dont l'une porte une longue inscription autobiographique relatant principalement des activités de construction dans le temple d'Amon à Karnak. À la fin de sa carrière, Djéhouty et sa famille sont tombés dans le déshonneur. Son nom est le plus souvent effacé dans sa tombe. Les noms des parents sont également effacés, ainsi que les noms des autres membres de la famille.